# 乗本眞澄
乗本 眞澄（のりもと ますみ、1915年2月9日 - 2015年11月10日）は俳人、将棋のアマチュア強豪（六段）。第13回大山康晴賞受賞。

## 略歴
1915年（大正4年）2月9日、岡山県生まれ。上京して日本電気に勤務。
将棋の横浜名人戦の創設に携わり、50年以上も神奈川県アマチュア名人戦の審判長を務める。アマチュア将棋界への貢献により、2006年、第13回大山康晴賞を受賞。
俳句は将棋の縁で文壇将棋名人戦優勝の経験もある古沢太穂（「道標」主宰）に師事、太穂没後「道標」分裂により退会。松田ひろむと2001年『鷗座』創刊に参画、顧問同人となる。2012年、第9回鷗座最優秀作品賞受賞
2015年11月10日、100歳で逝去した。

## 代表句
- 百歳の大台まぶし初日の出
- 薄氷は初恋に似て淡きもの
- 白桃と同郷なれど甘からず

## 句集
- 『結願』（道標発行所）1999.5